# Пурпурна ехинацея
Пурпурната ехинацея (Echinacea purpurea) е най-популярният вид от рода Ехинацея. Вирее на ярко слънце и почви с добри дренажни свойства, като цяло по-суховати. Цъфти най-често с пурпурни съцветия с кафяв център, но съществуват и сортове в различни други комбинации от цветове: Magnus – с пурпурни съцветия и оранжев диск, The King – с розови цветчета и кафяв диск, White Swan и White Lustre – с бели съцветия и жълти дискове.

## Приложение
Използва се като декоративно цвете и лечебно растение. В медицината се прилага като противовъзпалително и имуноусилващо средство при лечение на стрептококови и стафилококови инфекции, грип и други инфекциозни заболявания, за лечение на рани, язви и изгаряния.